# Carmine Crocco
Carmine Crocco (5 de juny de 1830 - 18 de juny de 1905), anomenat Donatello, fou un bandoler italià, un dels més famosos i temuts guerrillers del segle xix.
Poc després de la unificació italiana, es va convertir en el líder d'un exèrcit de dos mil soldats, el més gran i més ferotge del sud d'Itàlia de l'època.

## Biografia
Carmine Crocco va néixer a Rionero in Vulture, a la regió Basilicata, que era alhora part del Regne de les Dues Sicílies. De família pobra, son pare Francesco era un pastor i sa mare Maria Gerarda era una camperola.
Després de diversos treballs per a ajudar la seva família, Crocco va ser reclutat per l'exèrcit borbònic, però va desertar, alguns anys més tard, a conseqüència de l'assassinat d'un company en una baralla. Mentrestant, en la clandestinitat, Crocco va formar una banda de lladres.
Detingut a l'octubre de 1855, es va escapar durant una nit de desembre de 1859.
Es va unir a l'Expedició dels Mil de Giuseppe Garibaldi amb l'esperança d'un indult, però va ser detingut de nou. Es va escapar amb l'ajuda de la família de Fortunato, que el va convèncer per unir-se a la causa legitimista. Així, Crocco es va convertir en el líder d'un exèrcit de camperols que ocupaven Basilicata i algunes parts de Campània i Pulla. Vegeu Brigantaggio post-unitat.
El govern borbònic a l'exili va enviar el general català Josep Borges a Basilicata, per reforçar i disciplinar les bandes. Crocco no es fiava de Borges i estava preocupat per perdre el seu lideratge, però va acceptar l'aliança. Després de diverses victòries i derrotes, el bandoler va trencar l'aliança amb Borges.
Sense suport extern, Crocco es va tornar cap al saqueig i l'extorsió per recaptar fons, en cooperació amb afins confederats i fent batudes de Molise a la Pulla. Traït per Giuseppe Caruso, un dels seus lloctinents, i enfront d'una derrota inevitable, va fugir als Estats Pontificis, amb l'esperança d'ajuda de Pius IX, que havia donat suport prèviament a l'oposició del sud.
En arribar Crocco, va ser capturat per les tropes papals a Veroli i empresonat a Roma. Després de la caiguda dels Estats Pontificis, va ser extradit a Potenza i condemnat a mort l'11 de setembre de 1872, però la sentència va ser commutada per la de treballs forçats a perpetuïtat. Crocco va ser empresonat a l'illa de Santo Stefano; després va ser traslladat a la presó de Portoferraio, on va morir el 18 de juny de 1905.

## Algunes referències en la cultura popular

### Cinema
- Il brigante di Tacca del Lupo, 1952, dirigida per Pietro Germi, el bandit Raffa Raffa va ser inspirat per Crocco.
- o Re, 1989, de Luigi Magni, interpretat per Alfredo Vasco.
- Li chiamarono... briganti!, 1999, de Pasquale Squitieri, amb Enrico Loverso (Crocco), Claudia Cardinale, Remo Girone, Giorgio Albertazzi.

### Televisió
- L'eredità della priora, 1980, dirigida per Anton Giulio Majano, interpretat per Gerardo Amato.
- Il generale dei briganti, 2012, dirigida per Paolo Poeti, amb Daniele Liotti (Crocco), Danilo Brugia, Massimo Dapporto.

### Música
- Il brigante Carmine Crocco, cançó de l'àlbum Brigante se more, 1980, escrit per Musicanova.
- Quistione Meridionale, cançó popular dins l'àlbum Come farò a diventare un mito, 1983, escrit per Canzoniere Grecanico Salentino.